# Rochonvillers
Rochonvillers (deutsch Ruxweiler) ist eine französische Gemeinde mit 205 Einwohnern (Stand 1. Januar 2022) im Département Moselle in der Region Grand Est (bis 2015 Lothringen). Sie gehört zum Arrondissement Thionville.

## Geografie
Rochonvillers liegt nordwestlich von Thionville in der Nähe zur luxemburgischen Grenze auf einer Höhe zwischen 321 und 412 m über dem Meeresspiegel, die mittlere Höhe beträgt 400 m. Das Gemeindegebiet umfasst 5,64 km².

## Geschichte
Das Dorf ist für das Gros Ouvrage de Rochonvillers, ein Befestigungswerk der Maginot-Linie, bekannt.

### Wappen
Blasonierung: Von Rot und Gold geteilt. Oben zwei goldene zugewandte Tauben und unten rotes Flechtgitter.
Das Wappen ist das der Familie Du Four, die im 18. Jahrhundert bis zur Französischen Revolution die Herrschaft Rochonvillers besaß.

### Bevölkerungsentwicklung
| Jahr      | 1962 | 1968 | 1975 | 1982 | 1990 | 1999 | 2007 | 2015 |
| Einwohner | 197  | 189  | 179  | 196  | 165  | 207  | 218  | 197  |

## Belege
1. ↑  Wappenbeschreibung auf genealogie-lorraine.fr (französisch)